# Doudlebsko
Doudlebsko je etnografický subregion v jižních Čechách, součást regionu Povltaví.

## Název
Oblast, stejně jako vesnice Doudleby, se nazývá podle Doudlebů, kmene nejistého původu dříve sídlícího v jižních Čechách, Korutanech, Panonii a na ukrajinské Volyni.

## Geografie
Doudlebsko je nejjižnější český etnografický region. Na severu sousedí s Blatskem, na jihu jej ohraničuje Šumava a Novohradsko, které měly až do roku 1945 převážně německé obyvatelstvo. Nachází se na území mezi Vltavou a Malší, kde se v minulosti sbíhaly Vitorazská a Linecká stezka, a v pahorkatinné oblasti v okolí Ločenic, Todně a Strážkovic. Na východě sahá do povodí Stropnice až za Borovany a Trhové Sviny, na jih za Pořešín a Besednici a na západě až do okolí Kleti, kde významnými oblastmi jsou takzvané Záhorácko a Závodácko – tedy okolí Zlaté Koruny a okolí Křemže. Doudlebsko zasahuje na území okresů Český Krumlov a České Budějovice.

## Kroj
Doudlebský kroj byl prostý a jednoduchý. Ženy nosily košili s rukávci, nejčastěji červenou sukni s kapsářem a množstvím spodniček, šněrovačku v barvě sukně a přes ramena barevný hedvábný šátek. Mužský kroj tvořily „praštěnky“ (žluté jelenicové kalhoty ke kolenům), modré pletené punčochy, střevíce s přezkou, krátký nebo dlouhý kabátek, v zimě kožich, „podštok“ (vysoký klobouk z prasečích chlupů). Chloubou mužského kroje byl široký opasek, s pevným terčem vpředu a s jemnou bělavou výšivkou.